# Melvin Manhoef
Melvin Manhoef (ur. 11 maja 1976 w Paramaribo) – holenderski kickbokser i zawodnik MMA, znany z agresywnego stylu walki i nokautującego ciosu. W latach 2009–2011 mistrz It’s Showtime w kategorii 85 kg.

## Przeszłość w piłce nożnej
Melvin Manhoef pochodzi z Surinamu. W wieku 3 lat przybył z rodziną do Holandii i osiadł w Rotterdamie. Tam zaczął uczęszczać na treningi piłki nożnej. Grał w drużynach juniorskich Feyenoordu, a później w mniejszych klubach 2. ligi. Karierę piłkarza zakończył przedwcześnie, w wieku 18 lat, z powodu kontuzji stawu skokowego.

## Kariera w kick-boxingu
Po rozstaniu z piłką, zaczął uczęszczać na treningi kick-boxingu. Już po trzech miesiącach stoczył i wygrał swoją pierwszą walkę.
W 2002 roku zadebiutował w K-1 na gali K-1 Holland GP w Arnhem. Przegrał z Remym Bonjaskym przez jednogłośną decyzję. W kolejnych latach skupił się na karierze w MMA, dlatego następną walkę dla K-1 stoczył dopiero w 2006 roku, nokautując Tatsufumi Tomihirę. W grudniu tego roku zmierzył się z Rayem Sefo podczas Finału K-1 World GP i przegrał przez nokaut. W 2007 roku pokonał na gali K-1 Europe GP w Amsterdamie Rusłana Karajewa. Znokautował go lewym sierpowym już w 52. sekundzie walki.
W kwietniu 2008 roku w Amsterdamie po raz drugi w swojej karierze uległ Bonjasky’emu, tym razem przez nokaut w trzeciej rundzie. Natomiast w grudniu sam znokautował Pawła Słowińskiego w pierwszej rundzie rezerwowej walki Finału K-1 World GP 2008.
W marcu 2009 roku wziął udział w turnieju o wakujące mistrzostwo K-1 w wadze ciężkiej. W półfinale został sensacyjnie znokautowany w pierwszej rundzie przez Keijiro Maedę.
29 sierpnia 2009 roku został mistrzem organizacji It’s Showtime w kat. 85 kg, pokonując w Budapeszcie Dénesa Rácza przez nokaut w trzeciej rundzie. Miesiąc później walczył w Seulu o awans do Finału K-1 WGP, gdzie po raz trzeci w karierze zmierzył się z Bonjaskym i ponownie mu uległ − tym razem minimalnie na punkty.

## Kariera MMA
Manhoef jest również doświadczonym zawodnikiem mieszanych sztuk walki. Większość ze swoich ponad 30 walk wygrał przez nokaut w pierwszej rundzie.
Największy sukces odniósł w październiku 2005 roku, gdy został mistrzem  Cage Rage wagi półciężkiej nokautując Brazylijczyka Fabio Piamonte. Tytuł bronił dwukrotnie, najpierw 4 lutego 2006 pokonując przed czasem po zaciętej i emocjonującej walce Brazylijczyka Evangelistę „Cyborga” Santosa, będąc samemu kilkakrotnie na krawędzi nokautu, następnie 1 lipca 2006 Brytyjczyka Iana Freemana również przez nokaut.
Z Cage Rage przeniósł się do japońskiej organizacji Hero’s. W październiku 2006 roku zajął drugie miejsce w turnieju o mistrzostwo HERO’S w wadze półciężkiej. W finale przegrał przez poddanie z Yoshihiro Akiyamą.
Od 2008 roku Manhoef występuje w DREAM. Był jednym z uczestników turnieju DREAM Middleweight Grand Prix 2008, który miał wyłonić mistrza wagi średniej tej organizacji. Odpadł w półfinale, pokonany przez późniejszego tryumfatora turnieju, Gegarda Mousasi.
Podczas sylwestrowej gali Dynamite!! 2008 niespodziewanie znokautował w ciągu zaledwie 18 sekund cięższego od siebie aż o 40 kilogramów Marka Hunta. Manhoef podjął walkę na 24 godziny przed jej rozpoczęciem w zastępstwie chorego Jerome’a Le Bannera. Była to pierwsza porażka Hunta przez KO w jego profesjonalnej sportowej karierze.
W styczniu 2010 roku zadebiutował w amerykańskiej organizacji Strikeforce. Został znokautowany na gali Strikeforce: Miami przez Robbiego Lawlera w pierwszej rundzie.
1 grudnia 2012 roku miał zadebiutować w polskiej organizacji KSW w walce z Mamedem Chalidowem, jednak pojedynek nie doszedł do skutku z powodu kontuzji Holendra. Otrzymał także zapewnienie, że będzie mógł zawalczyć o pas mistrzowski w wadze średniej. Niedługo po wyleczeniu kontuzji stoczył zwycięski pojedynek na sylwestrowej gali DREAM 18 w Tokio, nokautując w niespełna 50 sekund uderzeniem kolanem w korpus Kanadyjczyka Denisa Kanga.
Od 2014 związany z Bellator MMA notując bilans 2 zwycięstw 2 porażki i 1 walki nierozstrzygniętej (no contest). 20 listopada 2015 zanotował 30 zawodowe zwycięstwo w MMA nokautując Hisakiego Kato.

## Osiągnięcia

### Kick-boxing
- 2009–2011: mistrz It’s Showtime w kategorii 85 kg

### Mieszane sztuki walki
- 2005−2006: mistrz Cage Rage w wadze półciężkiej
- 2006: 2. miejsce w turnieju HERO’S Light Heavyweight Championship
- 2014: mistrz Gringo Super Fight w wadze półśredniej